# Campeonato Brasileiro Série B 2009
In 2009 werd de 28ste editie van de Campeonato Brasileiro Série B gespeeld, de op een na hoogste voetbalcompetitie in Brazilië. De competitie werd gespeeld tussen 9 mei en 28 november. Vasco da Gama werd kampioen en promoveerde naar de Campeonato Brasileiro Série A, net als de nummers twee tot vier. De laatste vier in de stand degradeerden.

## Eindstand
| Plaats | Club                | Wed. | W  | G  | V  | Saldo | Ptn. |
| ------ | ------------------- | ---- | -- | -- | -- | ----- | ---- |
| 1.     | Vasco da Gama       | 38   | 22 | 10 | 6  | 58:29 | 76   |
| 2.     | Guarani             | 38   | 21 | 6  | 11 | 55:51 | 69   |
| 3.     | Ceará               | 38   | 19 | 11 | 8  | 54:34 | 68   |
| 4.     | Atlético Goianiense | 38   | 20 | 5  | 13 | 73:53 | 65   |
| 5.     | Portuguesa          | 38   | 18 | 8  | 12 | 53:45 | 62   |
| 6.     | Figueirense         | 38   | 19 | 3  | 16 | 64:51 | 60   |
| 7.     | São Caetano         | 38   | 15 | 9  | 14 | 52:38 | 54   |
| 8.     | Duque de Caxias     | 38   | 15 | 9  | 14 | 55:53 | 54   |
| 9.     | Bragantino          | 38   | 15 | 8  | 15 | 52:51 | 53   |
| 10.    | Paraná              | 38   | 14 | 11 | 13 | 51:56 | 53   |
| 11.    | Ponte Preta         | 38   | 14 | 10 | 14 | 62:55 | 52   |
| 12.    | Bahia               | 38   | 14 | 9  | 15 | 52:53 | 51   |
| 13.    | Vila Nova           | 38   | 14 | 7  | 17 | 42:59 | 49   |
| 14.    | Brasiliense         | 38   | 14 | 6  | 18 | 45:56 | 48   |
| 15.    | Ipatinga            | 38   | 12 | 12 | 14 | 43:50 | 48   |
| 16.    | América de Natal    | 38   | 13 | 7  | 18 | 49:61 | 46   |
| 16.    | Juventude           | 38   | 12 | 8  | 18 | 46:50 | 47   |
| 18.    | Fortaleza           | 38   | 10 | 8  | 20 | 56:64 | 38   |
| 19.    | Campinense          | 38   | 11 | 4  | 23 | 54:79 | 37   |
| 20.    | ABC                 | 38   | 10 | 5  | 23 | 40:66 | 35   |

|  | Kampioen en promotie naar Série A |
|  | Promotie naar Série A             |
|  | Degradatie naar Série C           |